# Dinera
Dinhera flugan är ett släkte av tvåvingar. Dinhera flugan ingår i familjen parasitflugor.

## Dottertaxa tillDinhera, i alfabetisk ordning[1][2]
- Dinhera albida
- Dinhera alticola
- Dinhera angustifrons
- Dinhera brevipalpis
- Dinhera calcium
- Dinhera carinifrons
- Dinhera chaoi
- Dinhera cinerea
- Dinhera crassipalpis
- Dinhera cylindrica
- Dinhera femoralis
- Dinhera fera
- Dinhera ferina
- Dinhera fulvotestacea
- Dinhera fuscata
- Dinhera grisescens
- Dinhera latigena
- Dinhera longirostris
- Dinhera lugens
- Dinhera maculosa
- Dinhera meridionalis
- Dinhera miranda
- Dinhera nomada
- Dinhera orientalis
- Dinhera palliventris
- Dinhera rava
- Dinhera setifacies
- Dinhera sichuanensis
- Dinhera similis
- Dinhera spinosa
- Dinhera squalida
- Dinhera suffulva
- Dinhera takanoi
- Dinhera vaga
- Dinhera xuei